# Baranivka (oblast' di Žytomyr)
Baranivka (in ucraino Баранівка?; in russo Барановка?, Baranovka) è una città ucraina (12 584 abitanti) situata nel distretto di Zvjahel', nell'oblast' di Žytomyr. Ospita l'amministrazione della comunità territoriale di Baranivka, una delle comunità territoriali dell'Ucraina.
Fino al 18 luglio 2020 Baranivka è stata il centro amministrativo del distretto di Baranivka, abolito come parte della riforma amministrativa dell'Ucraina, che ha ridotto a quattro il numero dei distretti dell'oblast' di Žytomyr. L'area del distretto di Baranivka è stata fusa nel distretto di Zvjahel'.